# Faurea saligna
Faurea saligna är en tvåhjärtbladig växtart som beskrevs av William Henry Harvey. Faurea saligna ingår i släktet Faurea och familjen Proteaceae. Inga underarter finns listade i Catalogue of Life.